# 胃切除術
胃切除術（いせつじょじゅつ、英: gastrectomy）は、胃の一部もしくは胃全体を切離し取り除く手術的治療法。
おもに胃の腫瘍のほか、胃潰瘍、胃の損傷などに対して行われる。近年では腹腔鏡下手術も行われるようになっている。

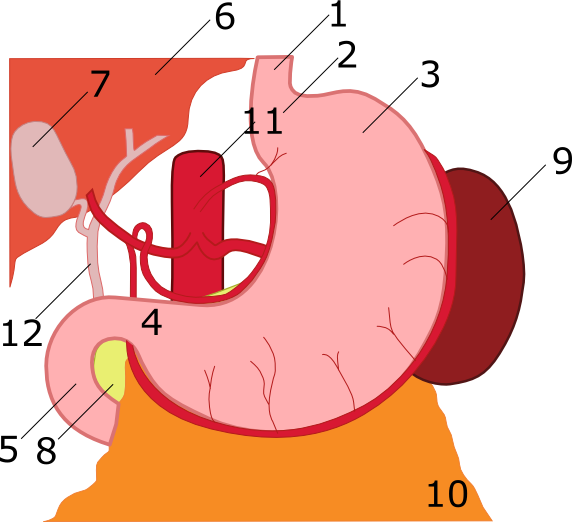
胃と周辺臓器の模式図
1:食道 2:噴門 3:胃底部 4:幽門 5:十二指腸 6:肝臓 7:胆嚢 8:膵臓 9:脾臓 10:大網 11:腹部大動脈 12:胆管

胃の解剖
1:食道 2:ヒス角 3:噴門 4:胃角 5:幽門 6:十二指腸 A:胃底部 B:胃体部 C:前庭部 X:小彎 Y:大彎

## 歴史

### 欧州
1881年にオーストリア人外科医のテオドール・ビルロートが世界初の幽門側胃切除術を行い成功。
1897年にはスイスのカール・シュラッター、1908年にはルーが胃全摘術を行い成功している。

### 日本
日本においては1897年に東京大学の近藤次繁が日本初の幽門側胃切除術に成功し、1918年は同大三宅秀夫によって胃全摘出術の成功が報告され、1967年には東北大学の槇哲夫によって幽門保存胃切除術(PPG)が開発された。

### 年表
- 1826年 ランベールが漿膜吻合を発明
- 1846年 ウィリアム・T・G・モートンによるエーテル麻酔[2]
- 1875年 ペアンが止血鉗子を発明
- 1881年 テオドール・ビルロートによる胃切除術の成功
- 1885年 ビルロートII法が初めて行われる
- 1893年 胃切除、ルーワイ法による再建
- 1897年 ミクリッツが噴門側胃切除を行う
- 1923年 胃癌のボールマン分類が考案される
- 1942年 梶谷鐶が広汎リンパ節郭清を提唱
- 1950年 胃軟性鏡（胃カメラ）の発明
- 1961年 胃二重造影法の発明
- 1983年 ピロリ菌の発見
- 1987年 ムーレが腹腔鏡下胆嚢切除を行う
- 1994年 北野正剛が腹腔鏡補助下幽門側胃切除術を発表

## 手術の方法

### 種類
胃がん等に対する手術は切除範囲により、胃全摘術、幽門側胃切除術、幽門保存胃切除術、噴門側胃切除術、胃分節切除術、胃局所切除術に分類できる。また、胃切除術には含まれない外科手術として非切除術があり、吻合術や胃瘻・腸瘻増設術がある。
アプローチ法には腹腔鏡補助下胃切除術と開腹胃切除術がある。また、胃がんでは胃切除の他に根治目的にリンパ節郭清が施行される。
- 胃全摘術
胃全摘術は幽門や噴門を含めて胃全体を切除する手術である[4][5]。再建法にはスイス人外科医が考案したルーワイ法[6]や代用胃として空腸をつなぐ空腸間置法[6]、ダブルトラクト法[4]が用いられる。

- 幽門側胃切除術
幽門側胃切除術は胃の幽門側を3分の2から5分の4切除する手術で胃切除で最も一般的な方法である[7][5]。再建法には十二指腸とつなぐビルロートI法[7]、空腸とつなぐルーワイ法[7]やビルロートII法[7]、空腸間置法[4]が用いられる。

- 幽門保存胃切除術
幽門保存胃切除術（PPG）も幽門側胃切除術であるが胃の幽門側の一部を残しておく方法である[5]。

- 噴門側胃切除術
噴門側胃切除術は胃の噴門側を3分の1から4分の1程度切除する手術である[5]。再建法には空腸間置法が用いられるのが一般的である[8]。

- 胃局所切除術
胃局所切除術は内視鏡的粘膜下層剥離術（ESD）の普及によって適応対象が重なることが多くなったため日常的な方法ではなくなった[8]。

胃切除術は大きくは以下のように分類される。
1. 胃部分切除 (partial gastrectomy)
  - 噴門側胃切除（近位胃切除） (proximal gastrectomy)
  - 胃体部切除（分節状切除） (sleeve resection of stomach)
  - 幽門側胃切除（遠位胃切除） (distal gastrectomy)
2. 胃全摘 (total gastrectomy)

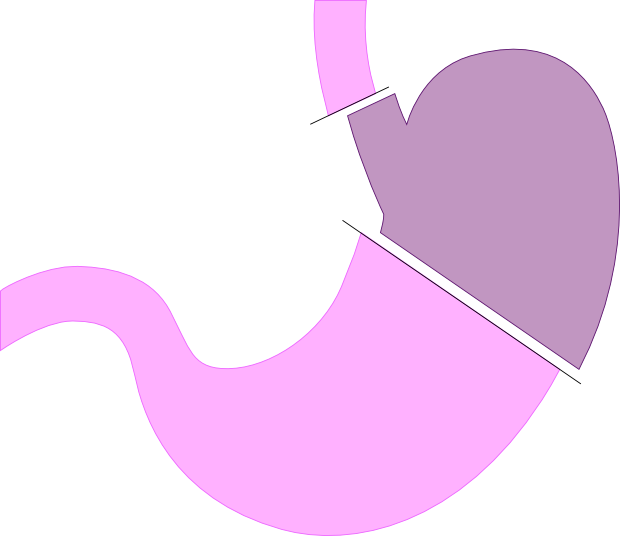
噴門側胃切除
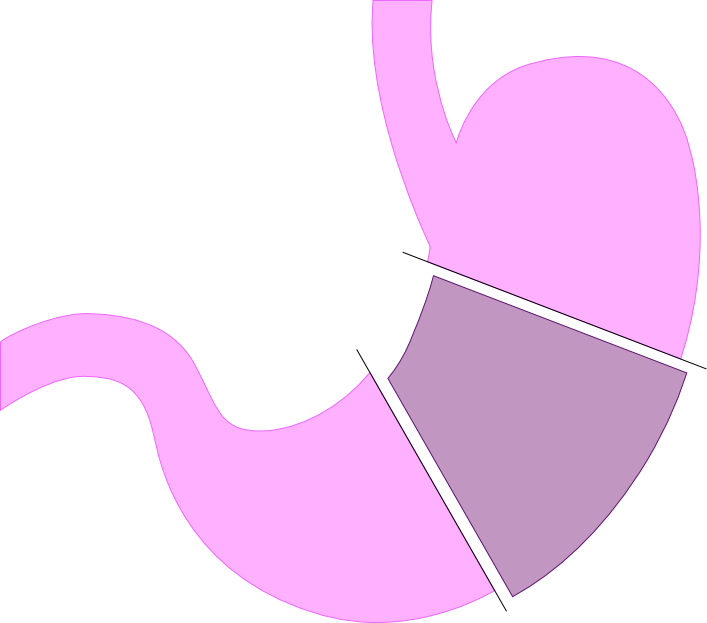
胃体部切除
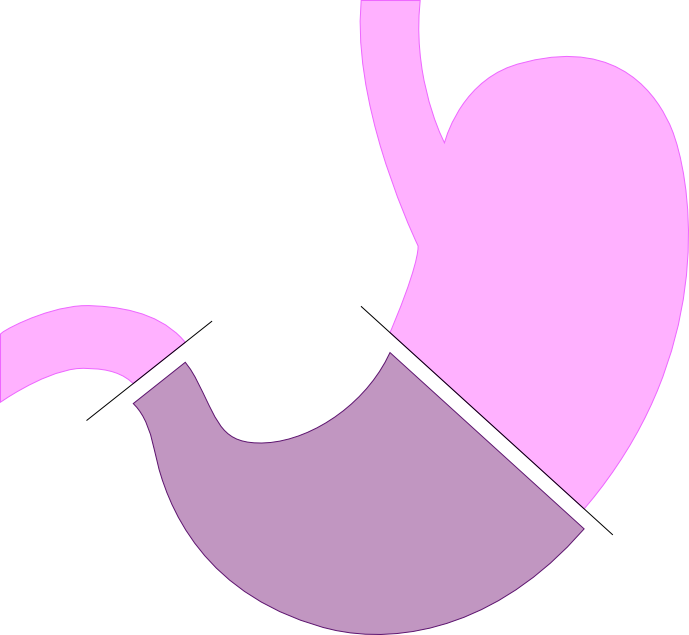
幽門側胃切除

### 消化管再建法
胃を切除することで残った消化管の吻合方法には以下が考案されている。これは十二指腸が靭帯で腹腔内に固定されているから単純に牽引して吻合出来ないからである。
古典的にはビルロート I法および、II法が用いられてきた。これは幽門側胃切除を行った後の再建方式で、ビルロート I法では残胃と十二指腸を直接吻合する。残胃が十二指腸に届かない場合II法が用いられる。これは残胃と空腸を端側吻合するものである。また胃全摘出術の場合、空腸を引き寄せるルー・ワイ法（Roux-en-Y法）や空腸間置法、ダブルトラクト法（double tract）が行われる。
また、小胃症状（後述）を改善するために空腸を袋状に形成し胃の機能を一部持たせようとする試みがなされている。空腸パウチ法（空腸嚢法）と呼ぶが手術手技が煩雑になり手術時間が延びることや熟練を要すること、したがってすべての施設で行われているわけではないことが欠点である。
再建方法によって術後障害の発生率が異なるとされている。これについては後述する。

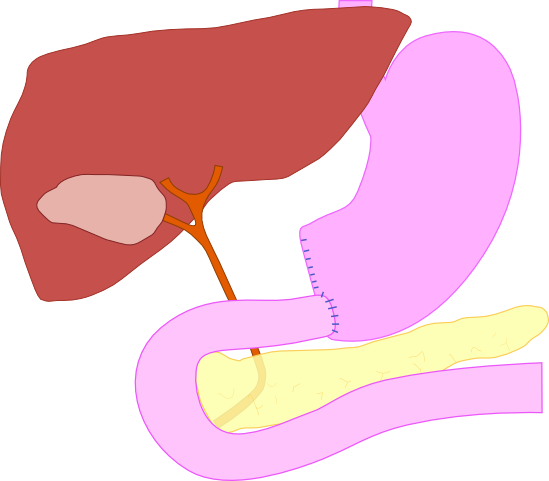
幽門側胃切除後のビルロート I法による再建
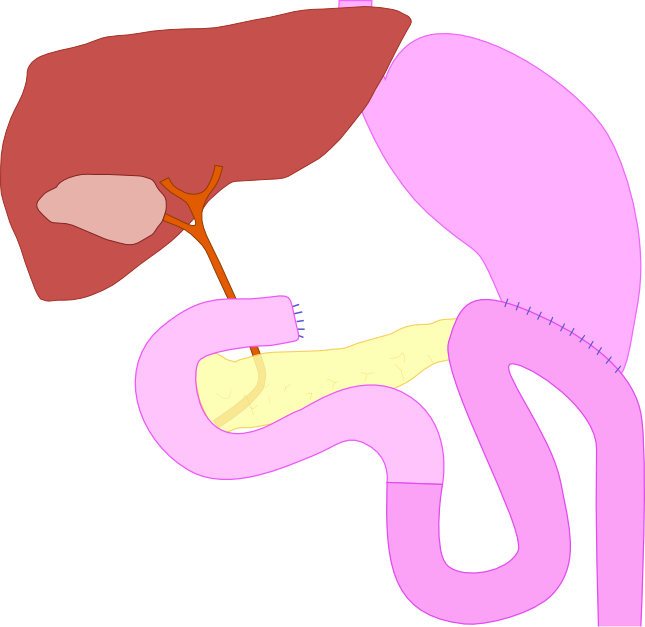
幽門側胃切除後のビルロート II法による再建
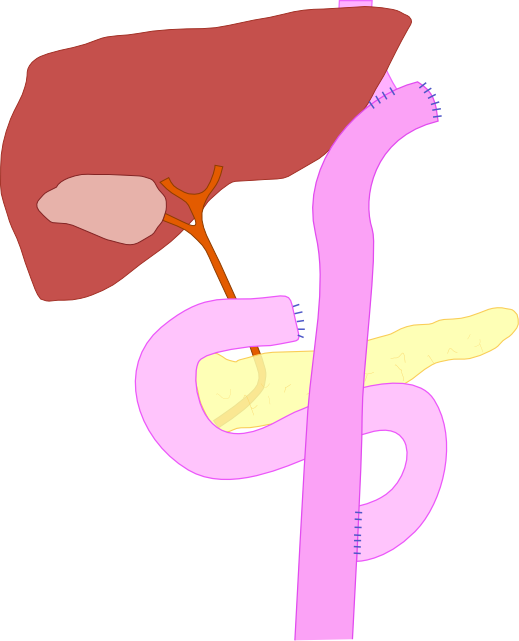
胃全摘後のルー・ワイ法による再建
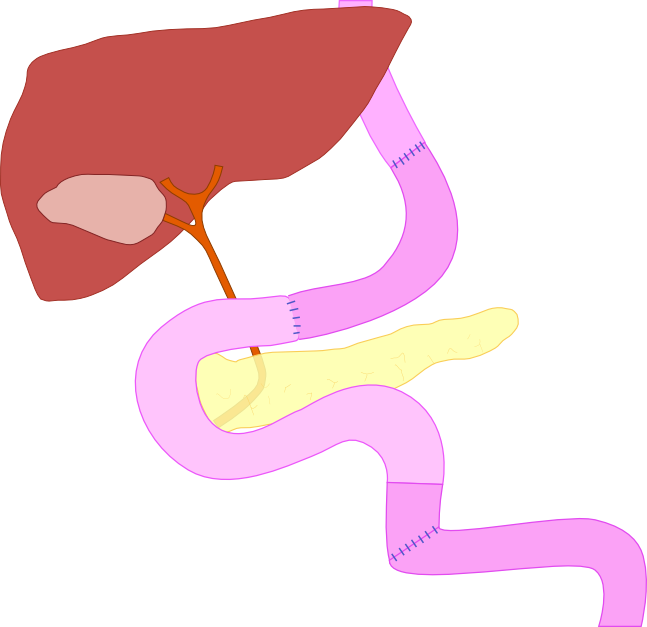
胃全摘後の空腸間置法による再建
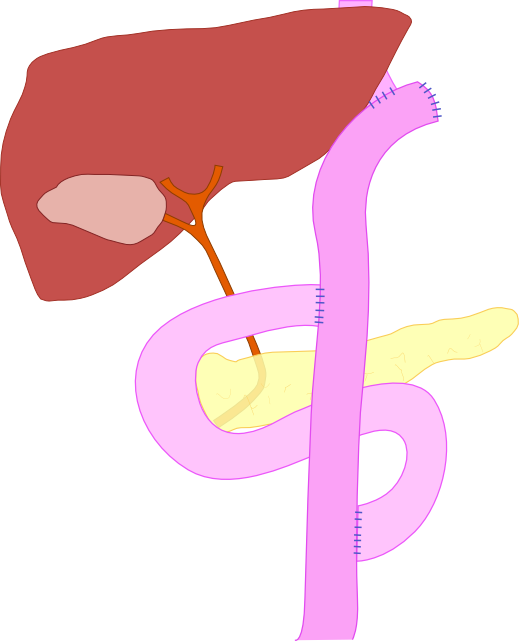
胃全摘後のダブルトラクト法による再建

### 手術の過程

#### 胃切除
本項では胃癌に対し開腹で行われる根治的手術を例に挙げて説明する。
1. 手術は全身麻酔下で行われる。術後鎮痛のために一般的に硬膜外麻酔を併用する。
2. 全身麻酔導入後皮膚切開を加え開腹する。
3. 腹水や腹腔内の洗浄液を採取し病理検査に提出する。目に見える転移巣以外にも癌細胞が浮遊していないか顕微鏡で確かめるためである（細胞診）。もし腹水細胞診が陽性（癌細胞が発見された場合）であれば腹腔内播種があることを意味し、根治的手術は望めない。
4. 腹腔内臓器、腹壁、大網（ネッツ）、腸間膜に転移巣がないか確かめる。
5. 胃癌の原発巣を検索し切除範囲を決定する。
6. 胃に血液を供給する動脈と、胃から血液が流れ込む静脈を切除範囲にあわせて結紮処理する。同様に大網も切除する。胃の周囲にはリンパ節が多数存在しリンパ行性転移を起こしている可能性がある。そのため周囲のリンパ節も摘出しこれも病理検査に出す（リンパ節郭清）。
7. 胃本体を切断する。切断と縫合を同時に行える器械（自動吻合器、自動縫合器）を使用することが多い。通常胃を切除するためには口側と肛門側の2回この作業が必要である。
8. 摘出された胃を開き、原発巣から切除断端まで充分な距離があるかどうか確認する。また切除した胃の組織は顕微鏡で断端に腫瘍細胞の浸潤がないか検査する。不十分であった場合追加切除が必要となる。
9. 周辺臓器が切除・摘出されることもある。摘出対象となるのは胆嚢、脾臓、膵臓が多く、結腸や肝臓も含まれる。
10. 消化管の再建を行う。再建の方法については後述する。
11. 腹腔内を洗浄し止血を確認して排液用のドレナージチューブ（ドレーン）を留置し閉腹する。
12. 患者を全身麻酔より覚醒させる。
13. 手術室を退室する。

#### 手術時間・出血量
手術自体は部分切除の場合3 - 4時間だが切除範囲、リンパ節郭清の程度や再建の方式により前後する。また癒着により所要時間が伸びる場合もある。リンパ節郭清を要しない手術の場合短くなる。
手術の前後に麻酔の導入と覚醒をするためさらに1時間程度を要する。
出血量は部分切除で200ml程度、全摘出で600ml程度で輸血の必要はほとんどない、もしくは自己血輸血が行われるが、合併症や原疾患によっては増加する。例えば腹部の外傷や癌や潰瘍などの病変部から出血があり術前から貧血を伴っている場合は、手術中または術後に輸血が行われることがある。

#### 危険性と合併症
術後早期に問題となるのが縫合不全、吻合部狭窄である。手術中に膵臓の周囲を操作するため、目に見える範囲で損傷がなくても膵臓から消化酵素を含む膵液が漏れだし、膵液漏という状態になることがある。これらは術後2週間ぐらいが目安である。長期的に見ると内臓（おもに小腸）が癒着し癒着性イレウス（腸閉塞）を引き起こす可能性もある。
これに加えて一般的な開腹手術と麻酔の危険性が伴う。

## 術後経過
消化管手術であるため、吻合部からの食物の漏出が起こらないように注意する。術後数日は絶食とし、末梢静脈からの点滴で栄養を補給する。術後5日程度で消化管造影X線写真を撮影し、吻合部よりの漏れがないことを確認しペースト状の粥から経口摂取を開始する。問題がないようであれば粥の固形物の割合を多くしていき徐々に普通食に戻していく。吻合箇所が多い術式の場合はさらに時間がかかる。吻合部は手術前より狭くなっているため食が進まないと訴える患者も多い。
ドレナージチューブは術後7日から10日程度留置するが排液が多い場合や汚染が見られた場合は期間が延長される。抜糸は創傷治癒のはやさにもよるが術後7日頃に行う。
痛みは点滴より鎮痛薬を静脈投与することで鎮痛を行う。硬膜外麻酔を併用した場合術後3日間程度硬膜外カテーテルから鎮痛薬を投与する。

## 術後の障害
胃の機能が失われることにより起こるさまざまな障害が胃切除後症候群として知られている。体調変化が劇的で、驚く患者も少なくない。これには単純に胃の大きさが小さくなる（「小胃症状」と呼ぶ）こととそれに伴う機能の低下のみならず、迷走神経切除や内分泌機能の低下による消化管の協調不全といった総合的な問題が介在していると考えられている。さらに切除後の再建法式による影響も報告されている。ビルロート II法、ルー・ワイ法では食物が十二指腸を通過せず、正常の通過経路とは異なってしまう。このため特に消化管ホルモンの分泌調節に異常をきたすという考え方である。
消化、吸収不良
胃酸や消化酵素の分泌の減少と消化機能の低下による。胃酸は消化液としてのみならず、消化酵素の活性化にも関与しているためである。また、手術による迷走神経の切除が原因となり消化管運動が低下したり、消化管ホルモンの分泌が変化することも要因である。
ビタミンB6欠乏、ナイアシン欠乏、三大栄養素（糖質、蛋白質、脂質）のうち、とくに脂肪の吸収障害が起こりやすい。再建方式で見るとビルロート II法で高率である。
さらに、消化が不十分なままの食物が小腸に流れ込むと下痢を引き起こす。
ダンピング症候群 (dumping syndrome)
食物が胃を経過せず急速に小腸に送り込まれることが原因である。早期ダンピング症候群と後期ダンピング症候群に分類される。早期ダンピング症候群では通常よりも濃い食物が小腸に流れ込み、血糖の急速な上昇を引き起こす。症状は動悸、立ちくらみ、めまい、悪心などである。後期ダンピング症候群は、急峻性高血糖症(oxyhyperglycemi)に対しインスリンが過剰に分泌されることが原因で、低血糖を引き起こす。症状は発汗、疲労感、立ちくらみ、めまいなどである。90分ほどかけてゆっくりと食事をしたり、食事を少量ずつ回数を一日5回程度に増やすことで改善できることもある。また、飴やチョコレートといった甘い物を持ち歩き、低血糖症状が出た時に食べればよい。
後期ダンピング症候群は胃の部分切除より全摘出のほうが発生率は高く、ビルロート I法よりII法が、空腸間置法よりルー・ワイ法が発生率が高い。
逆流性食道炎噴門の機能が低下することで胃液が食道に逆流し、炎症を引き起こす。胃を全摘出した場合は胃液の逆流はないが胆汁や膵液の逆流が問題となる。
貧血ビタミンB12の吸収に必要な内因子は胃の壁細胞から分泌されている。胃を切除すると内因子の分泌が減少するためビタミンB12の吸収が減少し、その結果巨赤芽球性貧血を引き起こす。
鉄の吸収には胃酸による鉄のイオン化が必要であるが、胃酸の分泌が減少すると吸収不足になり鉄欠乏性貧血が生じる。
予防的にビタミンB12の注射や鉄剤の経口投与が行われる。
ウェルニッケ脳症ビタミンB6の吸収障害
ペラグラナイアシンの吸収障害
骨障害カルシウムの吸収障害が起き、それを補うために骨からカルシウムが溶け出す。そのため骨塩量の低下をきたし骨粗鬆症につながる。カルシウムの吸収は主に十二指腸と上部空腸で行われるため、ビルロート II法、ルーワイ法で骨障害が起こりやすいと考えられるが相反する報告も見られる。
輸入脚症候群ビルロート II法で手術を行ったときに持ち上げた十二指腸の部分を輸入脚と呼ぶが、この部分は盲端となり食物の流れがなくなってしまう。するとここに溜まった胆汁が逆流し嘔吐を引き起こしたり、輸入脚の中で腸内細菌が増えすぎて吸収前の栄養素を消費したり胆汁を分解し栄養素の吸収を阻害する。輸入脚症候群を解消するために輸入脚と空腸を側々吻合することをBraun吻合と呼ぶ。
胆石症迷走神経を切除することにより胆嚢の運動が低下し胆石を生じることがあるので予防的に胆嚢を摘出することがある。
残胃胃炎・残胃癌残胃（切除しなかった部分の胃）に炎症が生じてくるものである。胃の粘膜が萎縮したり（萎縮性胃炎）、粘膜組織が腸のもののように変化（＝腸上皮化生）することが多い。時期は手術後2 - 3週間で既に生じ始め術後2年頃でも生じることもある。原因として胆汁や膵液を含む十二指腸液の胃への逆流が有力視されている。ビルロート II法で多い。残胃胃炎が注目されるのは萎縮性胃炎と腸上皮化生が癌の発生母地となると考えられているからである。正常な胃よりも胃切除後の胃のほうが胃癌の発生率が高いとする報告がある。
これらの障害が原因で主に食事を中心とした生活習慣を変えないといけないこともある。具体例を挙げる。
- 一回の食事量を減らし、食事の回数を増やす。また、よく噛んでから飲み込むようにする。
胃の貯留機能が低下するため。また、食物の混和を助けるためである。
- 食後すぐに寝転がらないようにする。
逆流性食道炎の予防になる。
- 栄養素をバランスよく摂取する。消化がよく、栄養価の高い食事を摂る。消化酵素剤を食前食後に分けて飲むと混和が促進され吸収がよくなる。
なお、胃切除後に摂ってはいけない食べ物は特にない。
- 適度な運動
手術後の生活に慣れてきたら少しずつ運動をするとよい。体力がつき、消化器の運動を活発にする。また、筋肉がブドウ糖を貯蔵するのでダンピング症候群の低血糖予防になる。骨にも負荷がかかるため骨粗鬆症の予防にもなる。
- 体重減少
体重は手術前と比べ間違いなく減少するといっていい。術後およそ1年から2年で最も減少する。体重は家庭で手軽に量れるためついつい増減が気になってしまうかもしれないが、飲水や発汗で容易に変動するのであまり神経質になる必要はない。また、同じ10kgの減少でも体格によって意味合いが異なってくる。他の人と比較する場合はボディマス指数を基に考えるとよい。

また、ビルロート II法で術後障害の発生が多いことが知られるにつれ改良法としてルー・ワイ法、空腸間置法が行われるようになった。さらに自動吻合器の改良で空腸パウチ法が実用化され小胃症状の改善が期待される。神経機能の温存、幽門機能の温存とパウチの作成がQOLを高める上で重要だとされている。
| 切除範囲                            | 幽門側胃切除         | 幽門側胃切除                  | 胃全摘                        | 胃全摘                           | 胃全摘                            |
| 術式                                | ビルロート I法       | ビルロート II法               | ルー・ワイ法                  | 空腸間置法（空腸パウチ法も含む） | ダブルトラクト法                  |
| ----------------------------------- | -------------------- | ----------------------------- | ----------------------------- | -------------------------------- | --------------------------------- |
| 手術                                | 単純                 | やや複雑                      | やや複雑                      | 複雑                             | 複雑                              |
| 食物の生理的な流れ （特に十二指腸） | 生理的               | 非生理的 十二指腸を通過しない | 非生理的 十二指腸を通過しない | 生理的                           | 非生理的 一部が十二指腸を通過する |
| 消化管ホルモンの分泌                | 良好                 | 低下しやすい                  | 低下しやすい                  | 良好                             | 良好                              |
| 消化、吸収不良                      | ビルロートII法で多い | ビルロートII法で多い          | ルー・ワイ法で多い            | ルー・ワイ法で多い               | ルー・ワイ法で多い                |
| ダンピング症候群                    | ビルロートII法で多い | ビルロートII法で多い          | ルー・ワイ法で多い            | ルー・ワイ法で多い               | ルー・ワイ法で多い                |
| 貧血                                | ビルロートII法で多い | ビルロートII法で多い          | 不明                          | 不明                             | 不明                              |
| 骨障害                              | ビルロートII法で多い | ビルロートII法で多い          | ルー・ワイ法で多い            | ルー・ワイ法で多い               | ルー・ワイ法で多い                |
| 輸入脚症候群                        | ×                    | 発生する                      | 発生する                      | ×                                | ×                                 |
| 残胃癌                              | ビルロートII法で多い | ビルロートII法で多い          | 不明                          | 不明                             | 不明                              |